# Vật chất lạ
Vật chất lạ (strange matter) là vật chất quark có chứa quark lạ. Trong tự nhiên, vật chất lạ được đưa ra giả thuyết xảy ra trong lõi của các sao neutron, hay cụ thể hơn là các giọt cô lập có thể thay đổi kích thước từ femtomet (strangelets) đến kilomet, như trong các sao lạ giả định. Ở mật độ đủ cao, vật chất lạ dự kiến sẽ là siêu dẫn màu.
Vật chất thông thường, còn được gọi là vật chất nguyên tử, bao gồm các nguyên tử, với gần như tất cả các vật chất tập trung trong hạt nhân nguyên tử. Vật chất hạt nhân là một chất lỏng bao gồm neutron và proton, và bản thân chúng bao gồm các hạt quark lên và xuống. Vật chất quark là một dạng vật chất cô đọng hoàn toàn gồm các hạt quark. Nếu vật chất quark chứa quark lạ, nó thường được gọi là vật chất lạ (hoặc vật chất quark lạ) và khi vật chất quark không chứa quark lạ, đôi khi nó lại được gọi là vật chất quark không lạ.

## Vật chất lạ chỉ ổn định ở áp suất cao
Theo các định nghĩa rộng hơn, vật chất lạ có thể xảy ra bên trong các sao neutron, nếu áp suất ở lõi của chúng đủ cao (tức là trên áp suất tới hạn). Ở loại mật độ và áp lực cao mà chúng ta mong đợi ở trung tâm của một ngôi sao neutron, vật chất quark có lẽ sẽ là vật chất lạ. Có thể hình dung nó là vật chất quark không lạ, nếu khối lượng hiệu quả của quark lạ quá cao. Quark duyên và quark nặng hơn sẽ chỉ xảy ra ở mật độ cao hơn nhiều.
Một ngôi sao neutron có lõi vật chất quark thường là  được gọi là sao lai. Tuy nhiên, thật khó để biết liệu các ngôi sao lai có thực sự tồn tại trong tự nhiên hay không bởi vì các nhà vật lý hiện ít có ý tưởng về giá trị có thể của áp suất hoặc mật độ tới hạn. Có vẻ hợp lý   rằng sự chuyển đổi sang vật chất quark đã xảy ra khi sự phân tách giữa các hạt nhân trở nên nhỏ hơn nhiều so với kích thước của chúng, do đó mật độ tới hạn phải nhỏ hơn khoảng 100 lần mật độ bão hòa hạt nhân. Nhưng một ước tính chính xác hơn vẫn chưa có sẵn, bởi vì sự tương tác mạnh mẽ chi phối hành vi của các quark là khó hiểu về mặt toán học và các phép tính toán số sử dụng mạng QCD hiện đang bị chặn bởi vấn đề dấu hiệu fermion.
Một lĩnh vực hoạt động chính trong vật lý sao neutron là nỗ lực tìm kiếm các chữ ký quan sát mà chúng ta có thể biết, từ các quan sát trái đất của các sao neutron, cho dù chúng có vật chất quark (có thể là vật chất lạ) trong lõi của chúng.